# ラーゼフォン 多元変奏曲
『ラーゼフォン 多元変奏曲』（ラーゼフォン たげんへんそうきょく）は、2002年にフジテレビ系で放送されたアニメーション『ラーゼフォン』を編集・シーンを追加し、2003年に公開された劇場用アニメ映画である。

## ストーリー
西暦2012年12月、東京。夕日が差し込む教室で、美嶋遙と神名綾人は2人だけで話をしていた。そこに、1人の女生徒、朝比奈浩子が入ってくる。彼女は手に持った手紙を隠し、去っていった。
その直後、帰省するため家族と東京を離れた遙の目の前で、信じられない光景が展開していた。東京が、“木星”絶対障壁の半球に覆われていく。予期せぬ綾人との別れに、遙は絶叫する。
その3年後、東京。綾人が、そして全く変わらない何もかもがそこにあった。そこでは、東京以外の地球全土が滅亡したことになっていた。綾人は遙のことを忘れられずにいたが、その記憶も薄れつつあった。そんなある日、東京が謎の敵の空襲を受ける。
破壊されていく街をさまよう綾人は、その中で遙の幻を見た。それに導かれるように、彼は1人の女性、紫東遙と出会う。そこから、何かが再び動き出す。

## TV版との主な変更点
- 小夜子やキムのように、六道学校の門下生として集合写真にだけ出てくるキャラがいる。
- 如月樹や一色真の背景、功刀仁と九鬼正義の因縁はない。
- 「美嶋玲香」は登場しない。
- MUフェイズ（ムーリアン化）の主な症状が血の青色化に加え、MUフェイズ以前の記憶（すなわち、人間だった頃の記憶）が徐々に消滅してゆくものである。
- TV版では語られなかった神名綾人の父親[1]と麻耶のエピソードがある。
- バーベムが「かつて恣意的な調律を行おうとしてMU世界を破滅させ、そして何の反省もなくまた恣意的な調律を行おうとしている」人物、すなわち事実上の「諸悪の根源」とされている。
- エンディングは完全に別物[2]。
- 亘理TERRA長官や新聞記者の弐神（正体でもある連合統括部六課の十文字猛としても）は登場しない[3]。
- 久遠、キム、エルフィといった面々と綾人が接するシーンはほとんど無し。
- 恵が綾人に恋愛感情を持つことも無い。
- 弐神が登場しないため、綾人のある意味相談役的な人物が樹のみに絞られている。
- 結果、物語全体が「綾人と遙のラブストーリー」として一本化された。

## 登場人物
神名綾人（かみな あやと）声 - 下野紘
ラーゼフォンと同調して戦い、そして世界を「調律」して救うことができる奏者。TOKYO JUPITER出現によって離ればなれになった、かつての恋人・美嶋 遙の幻影を追い求めている。
美嶋遙（みしま はるか）声 - 坂本真綾
中学生の時に綾人と付き合っていた同級生。MUがTOKYO JUPITERを形成したことによって離ればなれになる。
神名玲香（かみな れいか）声 - 坂本真綾
調律された世界にて誕生した遙の孫。TV版の美嶋玲香にそっくりであり、明るい性格。
紫東遙（しとう はるか）声 - 久川綾
TOKYO JUPITER潜入・綾人奪取任務を担当するTERRAの女情報員。
神名麻弥（かみな まや）声 - 橋本一子
綾人の母親。六道 翔吾との関係はTV版とおよそ同じだが、彼女が彼の元を離れた経緯はかなり異なる。
如月久遠（きさらぎ くおん）声 - 桑島法子
この世界に現れてからずっと眠り続けている、謎の少女。
朝比奈浩子（あさひな ひろこ）声 - かかずゆみ
綾人の同級生で綾人をひそかに慕う少女。綾人とともに東京を脱出、逃避行の旅に出るが、もう彼女の血の色は変化をきたしていた。
鳥飼 守声：野島裕史
紫東 恵声：川澄綾子
功刀 仁声：中田譲治
如月 樹声：宮本充
一色 真声：関俊彦
八雲 総一声：宮田幸季
エルフィ・ハディヤット声：杉本ゆう
九鬼 正義声：大塚芳忠
三輪 忍声：浅川悠
キム・ホタル声：折笠富美子
六道 翔吾声：大塚周夫
ヘレナ・バーベム声：兵藤まこ
エルンスト・フォン・バーベム声：家弓家正

## スタッフ
- 原作 - ボンズ、出渕裕
- 企画 - 永田勝治、吉田剛
- 総監督 - 出渕裕
- 監督・構成・絵コンテ - 京田知己
- 脚本 - 京田知己、出渕裕
- キャラクターデザイン - 山田章博
- アニメーションキャラクター - 菅野宏紀
- メカニックデザイン - 佐藤道明、佐山善則
- デザインワークス - 武半慎吾
- アートコンセプト - 宮武一貴
- 設定考証 - 野崎透、金子隆一
- デザイン協力 - 神宮司一、石津泰志
- アニメーションディレクター - 佐野浩敏
- 総作画監督 - 菅野宏紀
- 作画監督 - 小平佳幸、倉島亜由美
- 作画監督補佐 - 川元利浩、横山彰利、桑名郁朗、長谷部敦志
- メカニカル作画監督 - 竹内志保
- メカ作画監督補佐 - 寺田嘉一郎
- 色彩設計 - 中山しほ子
- 美術監督 - 東潤一、森川篤
- 撮影監督 - 高橋賢太郎
- デジタルワークス - 磯光雄
- 編集 - 山森重之
- 音響監督 - 鶴岡陽太
- 音楽 - 橋本一子
- 音楽プロデューサー - 石川吉元
- 音楽制作 - ビクターエンタテインメント
- プロデューサー - 南雅彦、堀内麻紀、佐々木史朗、清水賢治、山崎立士
- アニメーション制作 - ボンズ
- 製作 - メディアファクトリー・ビクターエンタテインメント・ボンズ・フジテレビ・アサツー ディ・ケイ・松竹
- 配給 - 松竹

## 主題歌
「tune the rainbow」
歌 - 坂本真綾（ビクターエンタテインメント）